# Theronia unilineata
Theronia unilineata là một loài tò vò trong họ Ichneumonidae.